# Walter Storz
Walter Storz (* 20. September 1906 in Hornberg; † 10. Juni 1974 in Pforzheim) war ein deutscher Uhrmachermeister und Gründer der Uhrenmanufaktur Stowa.

## Leben

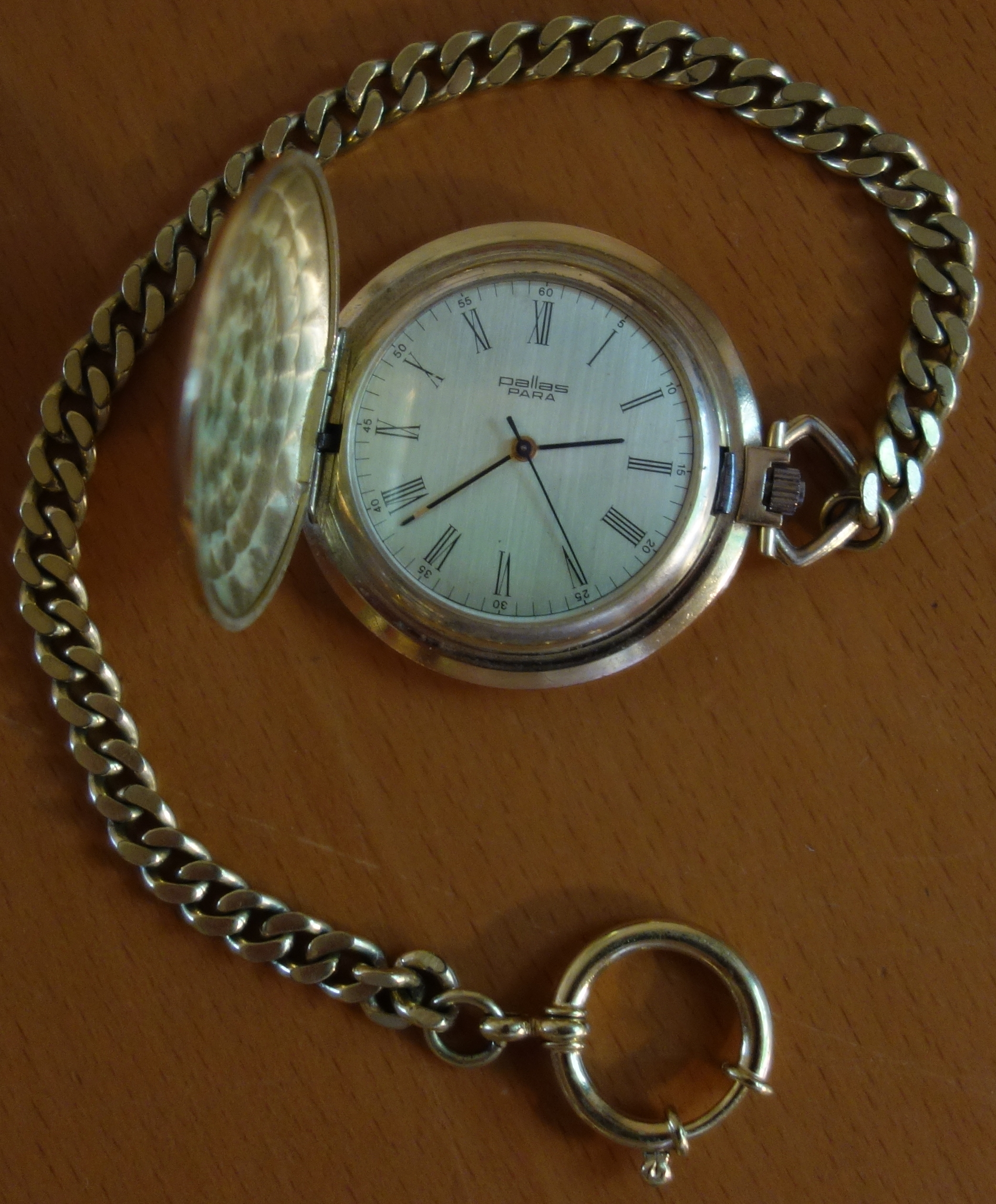
Pallas-Taschenuhr

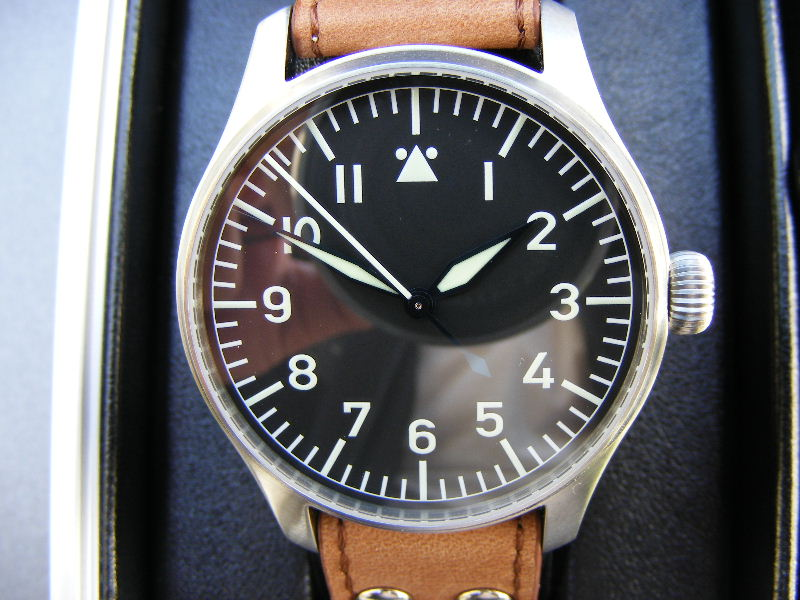
Stowa B-Uhr (Neuauflage)

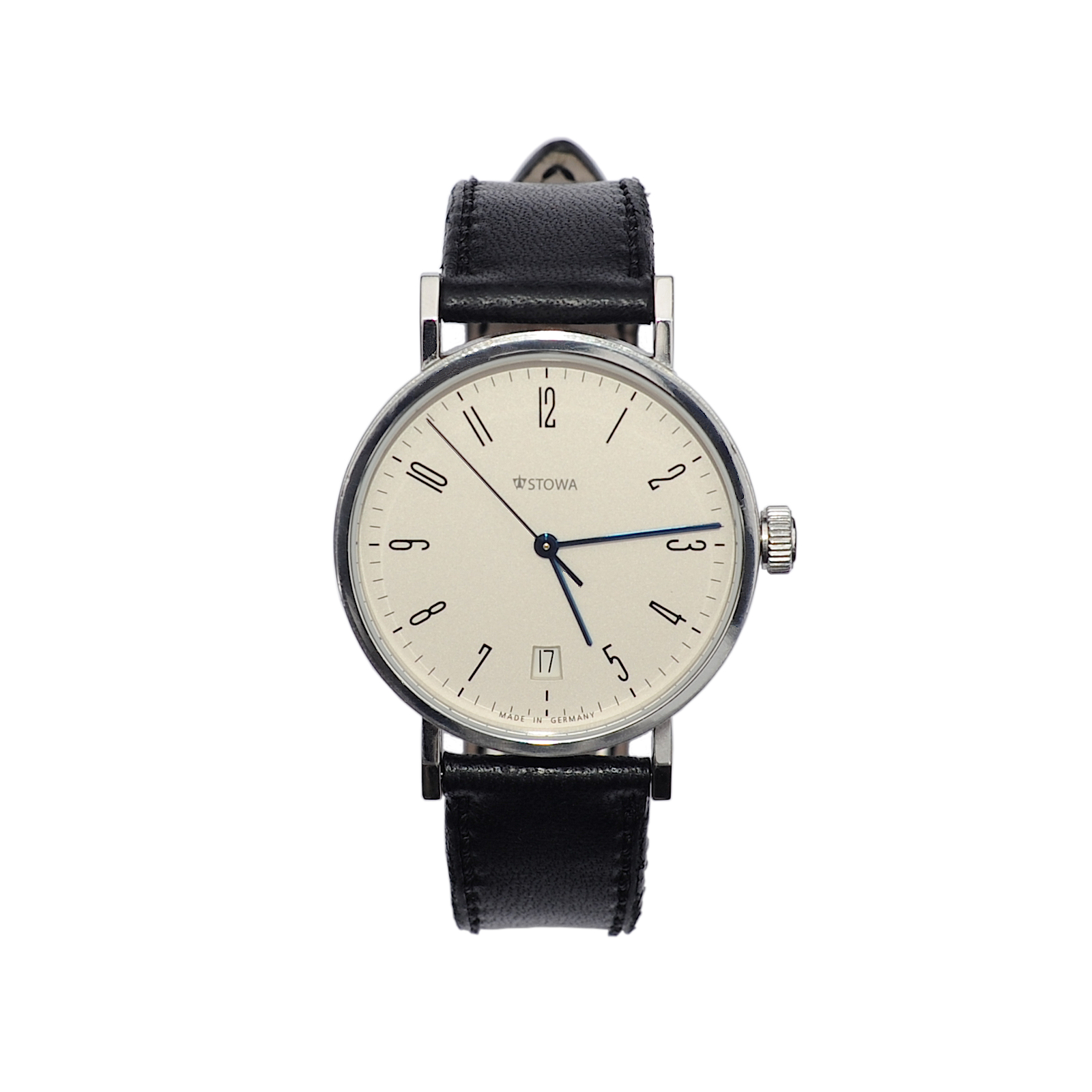
Stowa Antea Klassik, Baujahr 2012

Walter Storz produzierte in Hornberg seit den 1920er Jahren Taschen- und Armbanduhren, die als sehr ganggenau und zuverlässig gelten. 1938 expandierte er, baute in Pforzheim eine neue Fabrik auf und führte die Marke „Stowa“ (als Abkürzung für Storz Walter) ein. Einer der großen Abnehmer seiner Uhren war die deutsche Wehrmacht, für die Storz zahlreiche Flieger-, Marine- und B-Uhren (Beobachtungsuhren) baute, die heute begehrte Sammlerstücke sind. Mit der Stowa Antea gelang Storz in den 1930ern ein Design-Meisterstück im Stil Neuer Sachlichkeit, das noch heute von Stowa produziert wird.
Nachdem im Zweiten Weltkrieg die Fabrik völlig zerstört worden war, begann Storz in Rheinfelden erneut mit der Uhrenfabrikation und baute kurz darauf das Pforzheimer Unternehmen wieder auf. Neben preiswerten Alltagsuhren wurden auch Schmuckuhren und später Quarzuhren gefertigt.

## Die Firma nach seinem Tod

Stowa Marine Original Baujahr 2008

1974 wurde Stowa Partner der Pallas Deutsche Uhrencooperation, welche seit 1971 mit dem Zusammenschluss von sechs Pforzheimer Uhrenfabriken (Adora, Eppo, Exquisit, Ormo, Para und Stowa) eine Kooperation gegen die schwierige Marktsituation aufgrund der Einführung der Quarzuhren bildete.
Die Firma Stowa produziert heute unter Leitung von Jörg Schauer (der die Firma 1996 vom Sohn des Firmengründers Werner Storz kaufte) in Engelsbrand nach wie vor mechanische Uhren in der mittleren bis gehobenen Preiskategorie.